# Paviments Escofet
|  | No s'ha de confondre amb Casa Escofet (Vilanova i la Geltrú). |

Paviments Escofet és una botiga a la ronda de la Universitat, 20 de Barcelona, catalogada com a element d'interès paisatgístic (categoria E3).

## Història
El 1886, Jaume Escofet i Milà fundà l'empresa Escofet, Fortuny i Cia, dedicada a la fabricació de paviments hidràulics (rajoles de ciment emmotllat i premsat) al carrer del Gasòmetre, 10. El 1890, l'empresa va obrir una botiga d'exposició i venda a la ronda de Sant Pere, 8, amb una decoració que mostrava els seus productes, realitzada pel director artístic de l'empresa, Josep Pascó i Mensa. El 1895, la companyia canvià de nom a Escofet, Tejera i Cia, i el 1907, a E.F. Escofet i Cia S. en C.

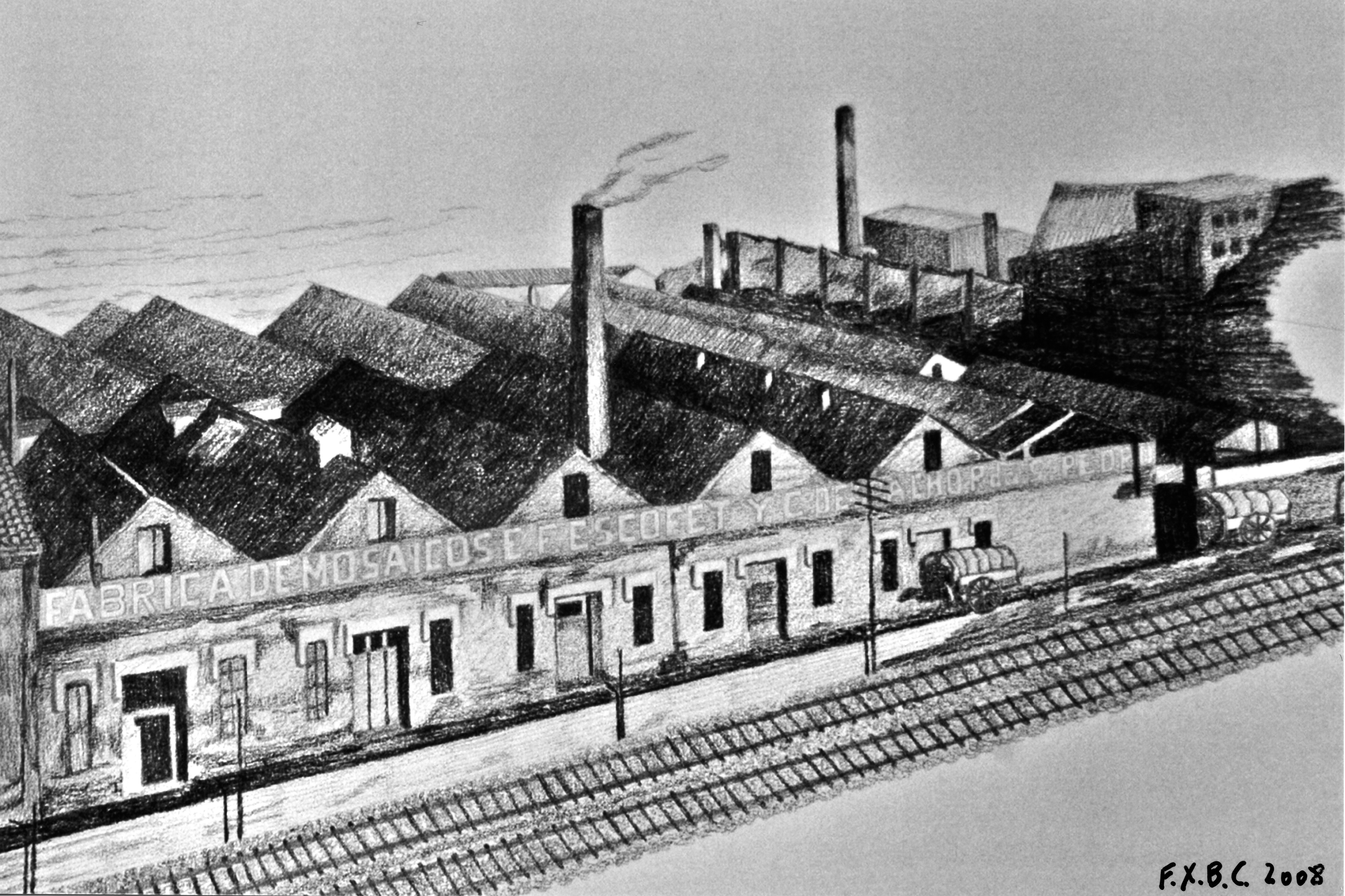
Fàbrica Escofet

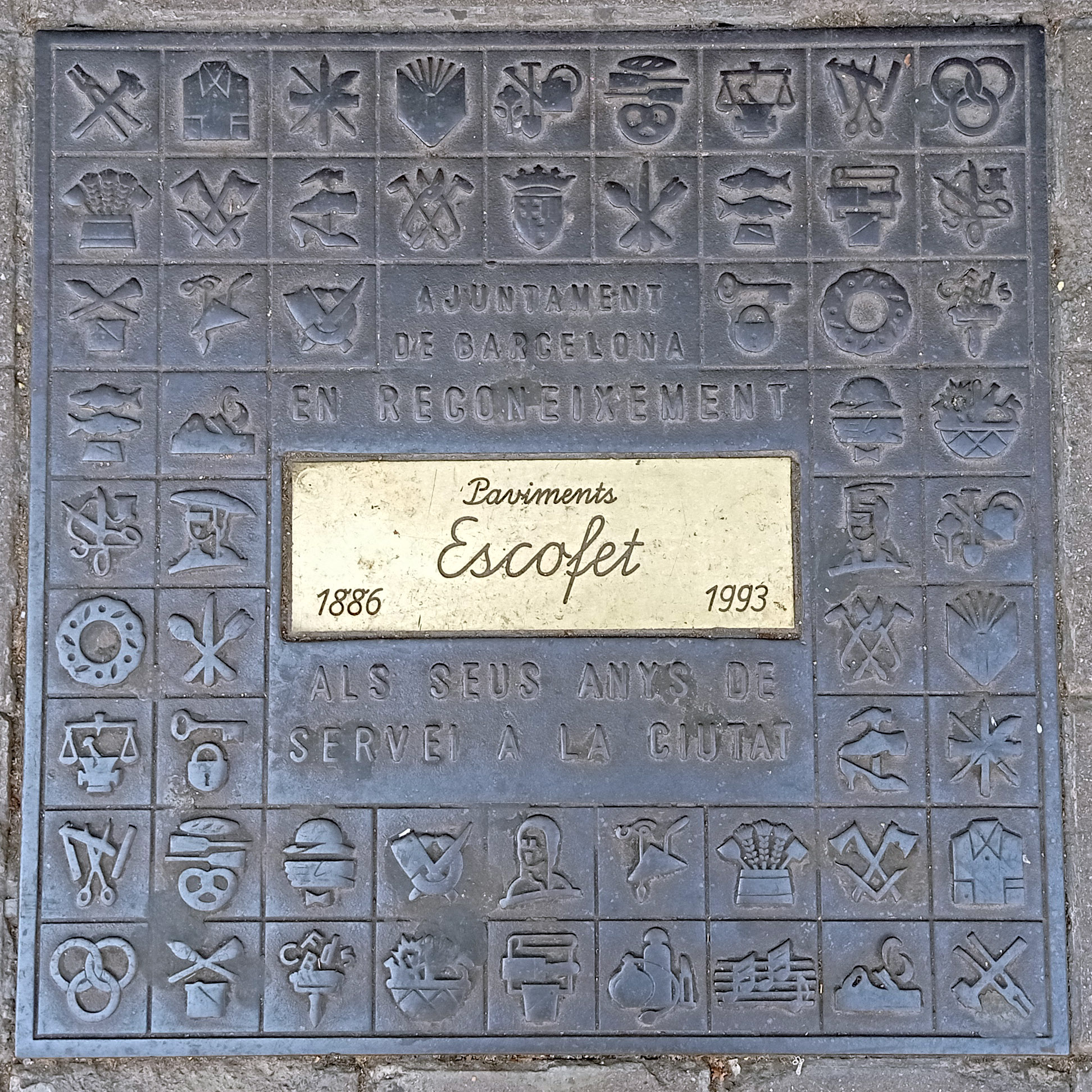
Placa commemorativa de l'establiment

El 1920, l'establiment i la decoració foren traslladats al seu emplaçament actual. El 1940, després de la mort d'Emili Ferré i Escofet, assassinat l'any 1937, l'empresa passà a dir-se Fill d'E.F. Escofet S.A.
El 2009, l'empresa Escofet deixà el local, i poc després s'hi instal·là un establiment dedicat a la venda de productes ecològics.

## Descripció
La decoració exterior és l'original, havent-se conservat completament, tot i que s'ha adaptat a les dimensions i formes arquitectòniques del nou local. Aquest recurs permet visualitzar la força expressiva que Pascó tragué als plafons de pedra artificial, emmarcats en fusta, coronats per un ràfec de dos nivells, fet també en fusta, on aprofita la part inferior com a element publicitari (en lletres de fusta retallades i sobreposades es llegeix el nom de l'empresa: «H. de E.F. ESCOFET S.A.»), mentre que, el superior, amb tota la seva càrrega decorativa, en certa manera també publicita les possibilitats decoratives.